# Rocket Ride
Rocket Ride сьомий альбом німецького павер-метал гурту Edguy, виданий 20 січня 2006 року. Стиль альбому відрізняється від притаманного їм павер-метал і більше орієнтований на хард-рок.
В Європі, перше обмежене видання включало буклет, з історією гурту в фотографіях, які раніше ніколи не видавалися, від ранніх років, і бонус трек: "Land of the Miracle (live in Brazil)".

## Список композицій
Усі тексти і музику написав Тобіас Саммет, окрім "Out of Vogue" (музика Саммет і Єнс Людвіг)
1. Sacrifice - 8:01
2. Rocket Ride - 4:47
3. Wasted Time - 5:48
4. Matrix - 4:09
5. Return to the Tribe - 6:06
6. The Asylum - 7:41
7. Save Me - 3:47
8. Catch of the Century - 4:03
9. Out of Vogue - 4:36
10. Superheroes - 3:19
11. Trinidad - 3:28
12. Fucking with Fire (Hair Force One) - 4:22
13. Land of the Miracle (Live in Brazil) Бонус трек для лімітованого видання -  5:49
14. Reach OutБонус трек для японського видання - 4:05
15. Lavatory Love Machine (Акустична Версія) Бонус трек для японського видання - 4:37

## Учасники
- Тобіас Саммет - вокал
- Єнс Людвіг - гітара
- Дірк Зауер - гітара
- Тобіас "Еггі" Ексель - бас-гітара
- Фелікс Бонке - ударні

Запрошені музиканти
- Міро - клавішні, оркестрові аранжування
- Аманда Сомервілль, Олівер Хартман, Ральф Здіарстек, Томас Реттке - бек-вокал

Виготовлення
- Саша Пет - продюсер, звукорежисер, зведення, мастерінг
- Філіп Колодетті, Олаф Рейтмайєр - звукорежисери